# エックスナインデザインラボ
エックスナインデザインラボは、東京都渋谷区千駄ヶ谷にあるカジュアルファッションの企画・製造・販売やアパレル企画および卸売、ITソフト開発などを行う企業。様々なアパレルブランドを運営し、自社オンラインショップ「BUNNY APARTMENT」にて販売を行っている。

## 主なブランド

### Honey Cinnamon
SKE48の元メンバー・平松可奈子が2014年11月14日より同ブランドのプロデューサーに就任。ブランド初となる店舗を2015年3月19日、渋谷109内に出店し、同商業施設の売上げに貢献して新人賞を受賞した。2018年3月を以って平松がプロデューサーを卒業するも、ブランドは存続している。コンセプトは「ハニーの優しい甘さと シナモンの魅惑的風味が合わさり、他に無い１つのテイストになる。少女の気持ちを持ったエイジレスな女性に向けてレトロ、上品、夢、妄想、ファンタジーをキーワードに、お洒落を提案する」。

#### 店舗
現在の店舗
- 渋谷109店（2015年3月19日 - ）
- 池袋サンシャイン店（2020年11月28日 - ）

過去に存在した店舗
- 近鉄パッセ店（2016年3月18日 - 2017年1月15日）
- 新宿ルミネエスト店（2016年10月1日 - 2017年8月17日）※期間限定出店
- 梅田EST店（2017年3月11日 - 2023年3月12日）
- 阪急うめだ本店（2017年4月5日 - 4月11日）※ポップアップストア

#### コラボレーション
- プラチナ☆ガール - enishのスマートフォンゲーム『プラチナ☆ガール』とのコラボレーションが2016年7月21日から8月20日まで開催された。当時のプロデューサー・平松可奈子のコラボガチャが期間限定で登場する[7]。

- 大谷映美里 - =LOVEのメンバー・大谷映美里が2018年から2021年までモデルを務めたり、コラボアイテムを発売したりした[8]。後に大谷は当社でブランドを立ち上げる（後述）。

- 小倉唯 - 声優・アーティストの小倉唯がプロデュースしたコラボアイテム「HONEYui（ハニユイ）」を発売[9]。

- 松本ももな - ラストアイドルの元メンバーで高嶺のなでしこのメンバー・松本ももなが2021年の秋コレクションと冬コレクション、2022年の春コレクションのモデルを務め、コラボアイテムを発売した[10][11]。

- サンリオ - サンリオのキャラクター「クロミ」と渋谷109がコラボしたイベント「#世界クロミ化計画×SHIBUYA109 Autumn Campaign」が2021年11月3日から11月21日まで開催され、同施設に入店している当ブランドもコラボグッズを発売した[12]。

- 実熊瑠琉 - タレントの実熊瑠琉が2023年冬コレクションのモデルを務め、2023年11月12日にLINE CUBE SHIBUYAで行われたTGC teen 2023 Winter supported by SIW2023のHoney Cinnamon STAGEに登壇[13]。同日コラボアイテムを発売した[14]。

- 小浜桃奈 - タレントの小浜桃奈とのコラボアイテムを発売[15]。また、2024年コレクションのモデルも務める。

### ANDGEEBEE
NMB48の元メンバー・村瀬紗英が2018年より同ブランドのプロデューサーに就任。就任時のコンセプトは「艶っぽくて健康的なおフェロをイメージしたリアルクローズを提案する」。「BUNNY APARTMENT」や「ZOZOTOWN」にて販売を展開中。店舗がラフォーレ原宿に入店（2019年3月9日〜2021年7月31日）していたほか、SHIBUYA109や阪急うめだ本店などにもポップアップストアが出店していた。

### Rosé Muse
=LOVEのメンバー・大谷映美里がプロデュースするアパレルブランドで、2022年10月28日に立ち上げが発表された。「BUNNY APARTMENT」にて販売を展開しているほか、新宿ルミネエスト、阪急うめだ本店やRand表参道にポップアップストアが出店していた。

### Yashiro Nana
タレントのやしろななとコラボしたブランド。2024年2月22日より受注開始。

### MMOM
2022年に韓国で誕生したレディースファッションブランド。「My Marvelous Overnight Mates」（訳：私の素敵な夜）という意味を持ち、ホームウェアながらも日常の外出時にも着用できるデザインが特徴。オンラインセレクトストア「60%（シックスティーパーセント）」で日本初上陸し、2024年5月からBUNNY APARTMENTでも取り扱いが開始した。

### VIAVANDA
モデルの桃坂ナナが2019年9月に古着のオンラインセレクトストア「ヴィアヴァンダ ヴィンテージ」を立ち上げた後、2020年より自身がディレクター兼デザイナーを務める同ブランドをスタート。独自の公式サイトおよびZOZOTOWNでのネット販売を展開しているほか、東京・渋谷のSO1ギャラリーで、ファーストコレクションとなるポップアップストアを開く。

## かつて存在していたブランド
Adira
Juice=Juiceの元メンバー・宮崎由加が2020年4月1日より同ブランドのプロデューサーに就任。ヘブライ語で「強い意志を持つ」という意味の女性の名前に由来している。2022年内を以って宮崎がプロデューサーを卒業し、公式サイトでの販売が終了するも、ZOZOTOWNでの販売が継続された。ポップアップストアがエックスナインデザインラボ本社、阪急うめだ本店、ラフォーレ原宿、ZOOMAN原宿などに出店していた。